# St. Johannes (Goslar)

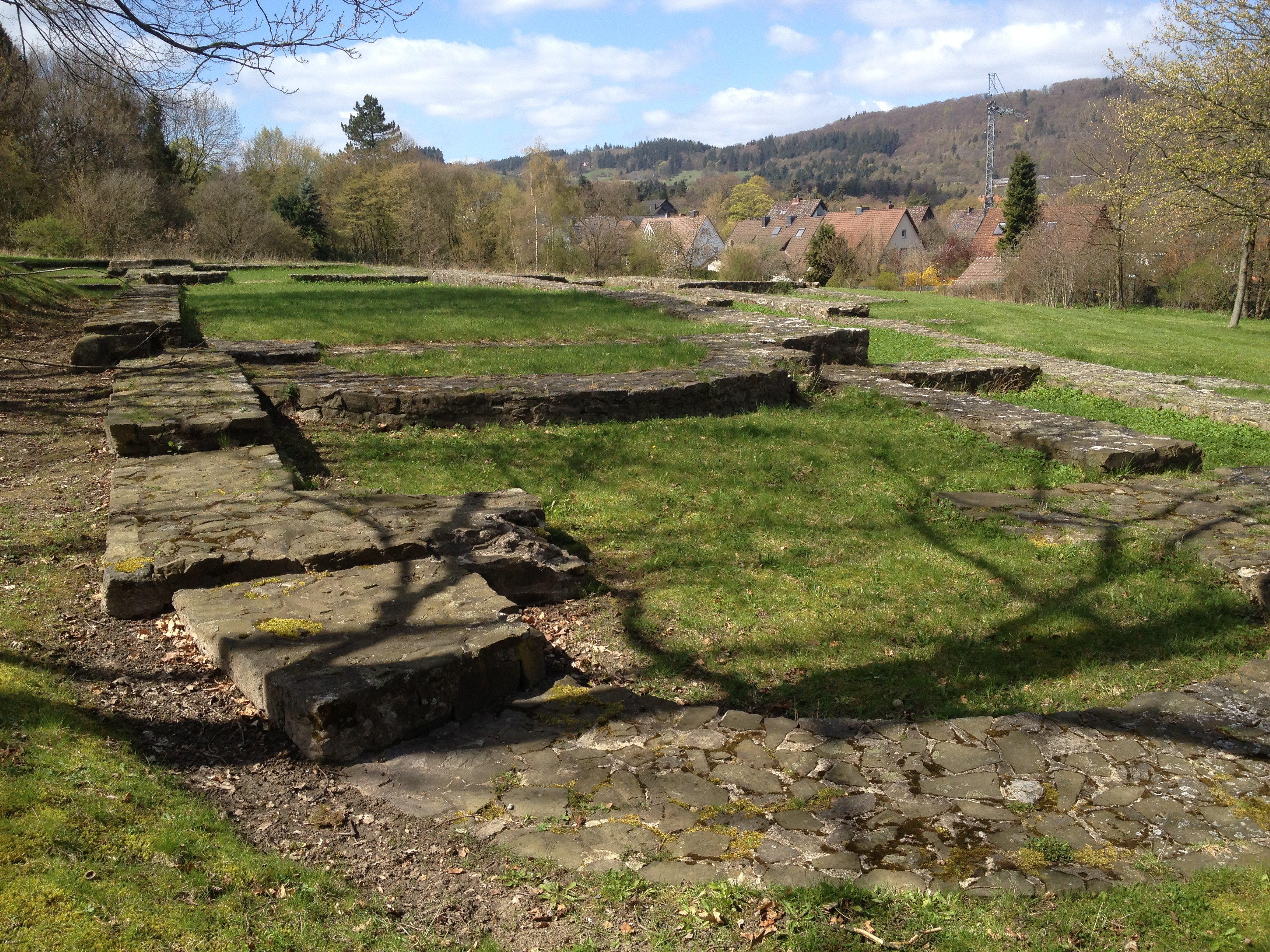
Grundmauern der Johanneskirche von Osten; vorn die Apsis des 13. Jahrhunderts, dahinter die des 11. Jahrhunderts

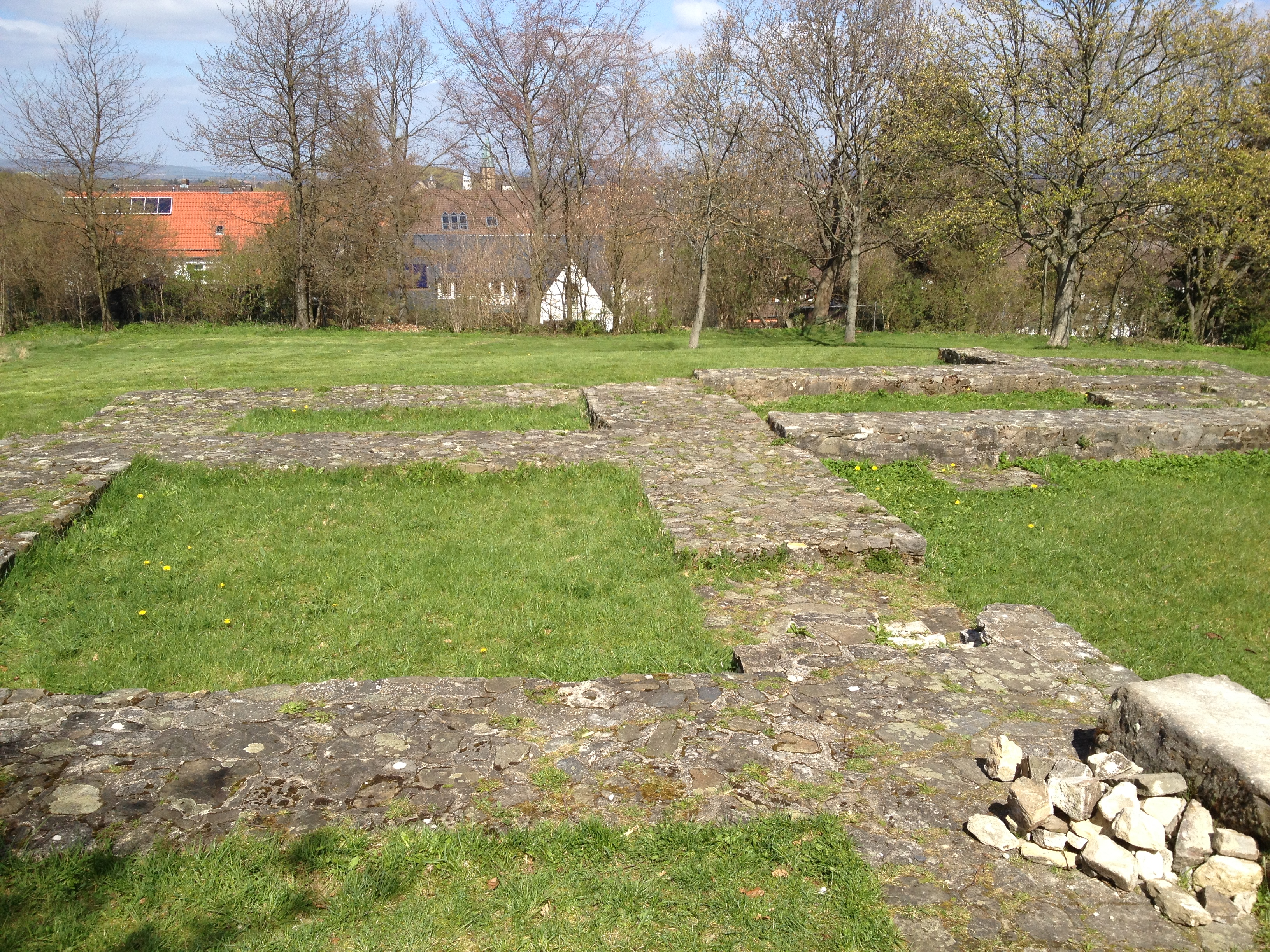
Westwerk von Süden; im Hintergrund die Türme von Markt- und Neuwerkkirche

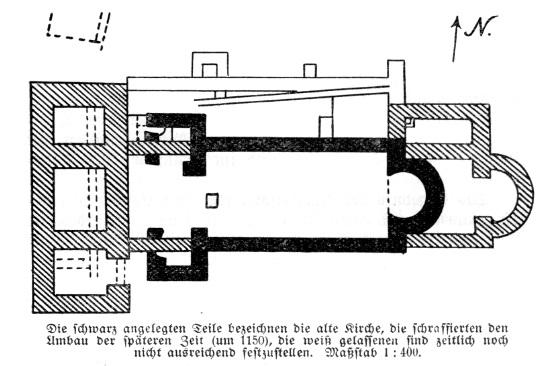
Skizze der Grundmauern (1926)

Die Kirche St. Johannes war eine mittelalterliche Pfarrkirche auf dem nördlichen Ausläufer des Rammelsbergs in Goslar. Sie wurde um die Mitte des 11. Jahrhunderts erbaut und bei den Goslarer Unruhen 1527 zerstört. Ihre Grundmauern wurden 1925 ergraben und gesichert.

## Geschichte
St. Johannes – ursprünglich eine Martinskirche; Zeitpunkt und Anlass des Patroziniumswechsels sind unbekannt – wurde um 1050 im Südteil der Kleinen Vogtei Goslar erbaut, zu der auch der Königshof gehörte und deren Gebiet durch die Stadtbefestigung des 12. Jahrhunderts durchschnitten wurde. Seitdem lag St. Johannes außerhalb des Mauerrings. Die lange übliche Bezeichnung Bergdorf für dieses Areal und der Johanneskirche als „Pfarrkirche des Bergdorfs“ wird neuerdings in Frage gestellt. Demnach wären der Bereich der Kirche und des angrenzenden Hofs, des Gerichtssitzes der Kleinen Vogtei („up dem hove“), der Ort gewesen, an dem ursprünglich der Name Goslar haftete, bevor er auf den Marktbereich nördlich des Königshofs ausgedehnt wurde. Auch die traditionelle Zuordnung der Johanneskirche zur Gemeinschaft der Montanen wird in Frage gestellt. Belegt ist, dass zu ihr eine Hospitalstiftung für mittellose und kranke Montanen gehörte.
Nach 1200 wurde St. Johannes größer und repräsentativer neu gebaut, u. a. mit einem beherrschenden Westriegel. Im folgenden Jahrhundert verlor der Siedlungsbereich an Bedeutung und wurde nach und nach zur Wüstung; allein die Kirche blieb erhalten. Erst in dieser Zeit sprechen die Quellen vom Bergdorf.
Angesichts der Bedrohung Goslars durch Heinrich II. von Braunschweig-Wolfenbüttel im Jahr 1527 ließ der Rat aus verteidigungsstrategischen Erwägungen neben dem Georgs- und dem Petersstift und der Johanniterkommende Zum Heiligen Grab auch die Johanneskirche abtragen. Die Hospitalstiftung wurde an die Klauskapelle verlegt.
Die Johanneskirche geriet so vollständig in Vergessenheit, dass ihre Fundamente erst nach intensivem Quellenstudium 1925 ausgegraben und gesichert werden konnten.